# Seznam technických komisí CEN
CEN, Evropský výbor pro normalizaci, je jedna ze tří evropských normalizačních organizací, v níž je členství otevřené pro příslušný národní orgán každé evropské země. Normotvorné orgány, uznané na evropské nebo národní úrovni, zajišťují přípravu, schvalování nebo přijímání norem, které jsou zpřístupněny veřejnosti.  CEN spolupracuje s národními organizacemi v různých zemích.
Podrobnosti o CEN lze nalézt na webu .

## Seznam technických komisí CEN
Seznam technických komisí CEN, je dynamickou záležitostí, která odpovídá stavu vývoje a prodeje příslušných výrobků a technologií. 
Dále uvedená tabulka  odpovídá stavu v 2020. Aktuální seznam technických komisí CEN je na webu CEN-CENELEC .
| Technická komise | Název |
| CEN/TC 10        | Výtahy, pohyblivé schody a pohyblivé chodníky |
| CEN/TC 12        | Materiály, zařízení a mimobřežní stavby pro naftový a plynárenský průmysl |
| CEN/TC 15        | Vnitrozemská plavidla |
| CEN/TC 19        | Plynná a kapalná paliva, maziva a příbuzné výrobky ropného, syntetického a biologického původu                                                                                              |
| CEN/TC 23        | Lahve na přepravu plynů |
| CEN/TC 33        | Dveře, okna, doplňky, stavební kování a lehké obvodové pláště |
| CEN/TC 38        | Trvanlivost dřeva a výrobků na bázi dřeva |
| CEN/TC 44        | Chladicí zařízení a distribuční chlazený nábytek |
| CEN/TC 46        | Kamna na kapalná paliva |
| CEN/TC 47        | Rozprašovací hořáky na kapalná paliva a jejich součásti. Funkce. Bezpečnost. Zkoušení |
| CEN/TC 48        | Ohřívače vody na plynná paliva pro domácnost |
| CEN/TC 49        | Spotřebiče k vaření na plynná paliva |
| CEN/TC 50        | Osvětlovací sloupy a vodicí nátrubky |
| CEN/TC 51        | Cement a stavební vápno |
| CEN/TC 52        | Bezpečnost hraček |
| CEN/TC 53        | Dočasné stavební konstrukce |
| CEN/TC 54        | Netopené tlakové nádoby |
| CEN/TC 55        | Stomatologie |
| CEN/TC 57        | Kotle pro ústřední vytápění |
| CEN/TC 58        | Bezpečnostní a řídicí přístroje pro hořáky a spotřebiče plynných nebo kapalných paliv |
| CEN/TC 62        | Lokální spotřebiče k vytápění na plynná paliva |
| CEN/TC 67        | Keramické dlaždice |
| CEN/TC 69        | Průmyslové armatury |
| CEN/TC 70        | Ruční prostředky požární ochrany |
| CEN/TC 72        | Elektrická požární signalizace |
| CEN/TC 74        | Příruby a jejich spoje |
| CEN/TC 79        | Prostředky ochrany dýchacích orgánů |
| CEN/TC 85        | Osobní prostředky na ochranu očí |
| CEN/TC 88        | Tepelně izolační materiály a výrobky |
| CEN/TC 89        | Tepelné vlastnosti budov a stavebních dílců |
| CEN/TC 92        | Vodoměry |
| CEN/TC 93        | Žebříky |
| CEN/TC 98        | Zdvihací plošiny |
| CEN/TC 99        | Tapety |
| CEN/TC 102       | Sterilizátory a související zařízení pro zpracování zdravotnických prostředků |
| CEN/TC 104       | Beton a souvisící výrobky |
| CEN/TC 106       | Spotřebiče plynných paliv pro podniky veřejného stravování |
| CEN/TC 107       | Předizolované potrubní teplovody |
| CEN/TC 109       | Kotle pro ústřední vytápění na plynná paliva |
| CEN/TC 110       | Výměníky tepla |
| CEN/TC 112       | Desky na bázi dřeva |
| CEN/TC 113       | Tepelná čerpadla a klimatizační jednotky |
| CEN/TC 114       | Bezpečnost strojních zařízení |
| CEN/TC 119       | Výměnné nástavby |
| CEN/TC 121       | Svařování a příbuzné procesy |
| CEN/TC 122       | Ergonomie |
| CEN/TC 123       | Lasery a laserová zařízení |
| CEN/TC 124       | Dřevěné konstrukce |
| CEN/TC 125       | Zdivo |
| CEN/TC 126       | Akustické vlastnosti stavebních výrobků a budov |
| CEN/TC 127       | Požární bezpečnost staveb |
| CEN/TC 128       | Střešní skládané krytiny a výrobky pro obklady stěn |
| CEN/TC 129       | Sklo ve stavebnictví |
| CEN/TC 130       | Zařízení pro vytápění bez zabudovaného zdroje tepla |
| CEN/TC 131       | Plynové hořáky s ventilátory |
| CEN/TC 132       | Hliník a slitiny hliníku |
| CEN/TC 133       | Měď a slitiny mědi |
| CEN/TC 134       | Pružné, textilní a laminátové podlahové krytiny |
| CEN/TC 135       | Provádění ocelových konstrukcí a hliníkových konstrukcí |
| CEN/TC 136       | Sporty, hrací plochy a ostatní prostředky a vybavení pro rekreaci |
| CEN/TC 137       | Hodnocení expozice pracoviště |
| CEN/TC 138       | Nedestruktivní zkoušení |
| CEN/TC 139       | Nátěrové hmoty |
| CEN/TC 140       | Diagnostické zdravotnické prostředky in vitro |
| CEN/TC 142       | Dřevozpracující zařízení. Bezpečnost |
| CEN/TC 143       | Bezpečnost obráběcích strojů |
| CEN/TC 144       | Zemědělské a lesnické stroje a traktory |
| CEN/TC 145       | Stroje na zpracování pryže a plastů. Bezpečnost |
| CEN/TC 146       | Balicí stroje. Bezpečnost |
| CEN/TC 147       | Jeřáby. Bezpečnost |
| CEN/TC 148       | Zařízení a systémy pro kontinuální manipulaci. Bezpečnost |
| CEN/TC 149       | Regálové zakladače. Bezpečnost |
| CEN/TC 150       | Manipulační vozíky. Bezpečnost |
| CEN/TC 151       | Stroje a zařízení pro zemní a stavební práce a na výrobu stavebních materiálů a hmot ‒ Bezpečnost                                                                                           |
| CEN/TC 152       | Závěsné stavby na podiích a v zábavních parcích. Bezpečnost |
| CEN/TC 153       | Strojní zařízení určené pro potraviny a krmiva |
| CEN/TC 154       | Kamenivo |
| CEN/TC 155       | Plastové potrubní systémy |
| CEN/TC 156       | Větrání budov |
| CEN/TC 158       | Ochrana hlavy |
| CEN/TC 159       | Chrániče uší |
| CEN/TC 160       | Ochrana proti pádům z výšky, včetně bezpečnostních pásů |
| CEN/TC 161       | Ochrana chodidel a nohou |
| CEN/TC 162       | Ochranné oděvy včetně ochrany rukou a paží a oděvů pro přežití |
| CEN/TC 163       | Sanitární potřeby |
| CEN/TC 164       | Vodárenství |
| CEN/TC 165       | Kanalizace |
| CEN/TC 166       | Komíny |
| CEN/TC 167       | Stavební ložiska |
| CEN/TC 168       | Řetězy, lana, popruhy, vázací prostředky a příslušenství. Bezpečnost |
| CEN/TC 169       | Osvětlení |
| CEN/TC 170       | Oční optika |
| CEN/TC 171       | Rozdělování nákladů na vytápění |
| CEN/TC 172       | Vlákniny, papír a lepenka |
| CEN/TC 175       | Kulatina a řezivo |
| CEN/TC 176       | Měřiče tepla |
| CEN/TC 177       | Prefabrikované stavební dílce z autoklávovaného pórobetonu nebo mezerovitého betonu z pórovitého kameniva                                                                                   |
| CEN/TC 178       | Dlažební prvky a obrubníky |
| CEN/TC 180       | Decentralizované plynové vytápění |
| CEN/TC 181       | Spotřebiče a zařízení na zkapalněné uhlovodíkové plyny určená i pro rekreační vozidla a spotřebiče na zemní plyn pro venkovní použití                                                       |
| CEN/TC 182       | Chladicí zařízení, bezpečnostní a environmentální požadavky |
| CEN/TC 183       | Odpadové hospodářství |
| CEN/TC 184       | Speciální technická keramika |
| CEN/TC 185       | Závitové a nezávitové spojovací součásti a jejich příslušenství |
| CEN/TC 186       | Průmyslové tepelné procesy. Bezpečnost |
| CEN/TC 187       | Žárovzdorné výrobky a materiály |
| CEN/TC 188       | Dopravníkové pásy |
| CEN/TC 189       | Geosyntetika |
| CEN/TC 190       | Slévárenská technologie |
| CEN/TC 191       | Stabilní hasicí systémy |
| CEN/TC 192       | Technické prostředky požární ochrany |
| CEN/TC 193       | Lepidla |
| CEN/TC 194       | Materiály a předměty určené pro styk s potravinami |
| CEN/TC 195       | Vzduchové filtry pro všeobecné čistění vzduchu |
| CEN/TC 196       | Důlní stroje. Bezpečnost |
| CEN/TC 197       | Čerpadla |
| CEN/TC 198       | Tiskové a papírenské stroje ‒ Bezpečnost |
| CEN/TC 202       | Slévárenské stroje |
| CEN/TC 203       | Trubky, tvarovky z litiny a jejich spoje |
| CEN/TC 204       | Sterilizace zdravotnických prostředků |
| CEN/TC 205       | Neaktivní zdravotnické prostředky |
| CEN/TC 206       | Biologické hodnocení zdravotnických prostředků |
| CEN/TC 207       | Nábytek |
| CEN/TC 208       | Elastomerní těsnění pro potrubní systémy |
| CEN/TC 209       | Zinek a slitiny zinku |
| CEN/TC 210       | Sklolaminátové nádrže a nádoby |
| CEN/TC 211       | Akustika |
| CEN/TC 212       | Pyrotechnické výrobky |
| CEN/TC 213       | Ruční nářadí poháněné nábojem ‒ Bezpečnost |
| CEN/TC 214       | Textilní strojní zařízení a příslušenství |
| CEN/TC 215       | Respirační a anestetická zařízení |
| CEN/TC 216       | Chemické dezinfekční přípravky a antiseptika |
| CEN/TC 217       | Povrchy pro sportovní plochy |
| CEN/TC 218       | Pryžové a plastové hadice a hadice s koncovkami |
| CEN/TC 219       | Katodická ochrana |
| CEN/TC 223       | Pomocné půdní látky a substráty |
| CEN/TC 224       | Osobní identifikace a souvisící osobní zařízení s bezpečným prvkem, systémy, funkcemi a ochranou ve víceoborovém prostředí                                                                  |
| CEN/TC 225       | AIDC technologie |
| CEN/TC 226       | Zařízení silnic a dálnic |
| CEN/TC 227       | Materiály pro stavbu silnic a dálnic |
| CEN/TC 228       | Otopné soustavy pro budovy |
| CEN/TC 229       | Výrobky z prefabrikovaného betonu |
| CEN/TC 230       | Rozbor vod |
| CEN/TC 231       | Vibrace a rázy |
| CEN/TC 232       | Kompresory, vývěvy a jejich systémy |
| CEN/TC 234       | Zásobování plynem |
| CEN/TC 235       | Regulátory tlaku plynu a související bezpečnostní uzávěry a pojistné ventily určené pro použití při přepravě a rozvodu plynu                                                                |
| CEN/TC 236       | Neprůmyslové ručně ovládané uzavírací ventily na plyn a příslušné kombinace ventilů s ostatními výrobky                                                                                     |
| CEN/TC 237       | Plynoměry |
| CEN/TC 238       | Zkušební plyny, zkušební přetlaky a kategorie spotřebičů |
| CEN/TC 239       | Záchranné systémy |
| CEN/TC 240       | Žárové stříkání a žárově stříkané povlaky |
| CEN/TC 241       | Sádra a výrobky ze sádry |
| CEN/TC 242       | Požadavky na bezpečnost osobní lanové dopravy |
| CEN/TC 243       | Technologie čistých prostorů |
| CEN/TC 245       | Obytná vozidla pro volný čas |
| CEN/TC 246       | Přírodní kámen |
| CEN/TC 247       | Řídicí a regulační systémy pro technická zařízení budov |
| CEN/TC 248       | Textilie a textilní výrobky |
| CEN/TC 249       | Plasty |
| CEN/TC 250       | Eurokódy pro stavební konstrukce |
| CEN/TC 251       | Zdravotnická informatika |
| CEN/TC 252       | Výrobky pro péči o dítě |
| CEN/TC 254       | Hydroizolační pásy a fólie |
| CEN/TC 255       | Ruční mechanické nářadí. Bezpečnost |
| CEN/TC 256       | Železniční aplikace |
| CEN/TC 260       | Hnojiva a materiály k vápnění půd |
| CEN/TC 261       | Obaly a balení |
| CEN/TC 262       | Kovové a jiné anorganické povlaky včetně ochrany proti korozi a korozních zkoušek kovů a slitin                                                                                             |
| CEN/TC 263       | Bezpečná úschova peněz, cenných předmětů a nosičů dat |
| CEN/TC 264       | Kvalita ovzduší |
| CEN/TC 265       | Kovové cisterny pro skladování kapalin montované na stanovišti. |
| CEN/TC 267       | Průmyslové potrubní sítě |
| CEN/TC 268       | Kryogenické nádoby |
| CEN/TC 269       | Válcové a vodotrubné kotle |
| CEN/TC 270       | Spalovací motory |
| CEN/TC 271       | Zařízení pro povrchovou úpravu. Bezpečnost |
| CEN/TC 274       | Pozemní zařízení pro letadla |
| CEN/TC 275       | Analýza potravin ‒ Horizontální metody |
| CEN/TC 276       | Povrchově aktivní činidla |
| CEN/TC 277       | Zavěšené podhledy |
| CEN/TC 278       | Inteligentní dopravní systémy |
| CEN/TC 279       | Hodnotové řízení ‒ Hodnotové analýzy, funkční analýzy |
| CEN/TC 281       | Spotřebiče, pevná paliva, zapalovače pro rožně |
| CEN/TC 282       | Zařízení a vybavení pro zkapalněný zemní plyn |
| CEN/TC 284       | Skleníky |
| CEN/TC 285       | Neaktivní chirurgické implantáty |
| CEN/TC 286       | Zařízení a příslušenství na zkapalněné uhlovodíkové plyny (LPG) |
| CEN/TC 287       | Geografická informace |
| CEN/TC 288       | Provádění speciálních geotechnických prací |
| CEN/TC 289       | Usně |
| CEN/TC 290       | Rozměrová a geometrická specifikace a ověření výrobku |
| CEN/TC 293       | Kompenzační pomůcky a přístupnost |
| CEN/TC 294       | Komunikační systémy pro měřidla a měřidla s dálkovým čtením |
| CEN/TC 295       | Spotřebiče na pevná paliva pro obytné domy |
| CEN/TC 296       | Nádrže pro dopravu nebezpečného zboží |
| CEN/TC 297       | Samostatně stojící průmyslové komíny |
| CEN/TC 298       | Pigmenty a plniva |
| CEN/TC 299       | Sorpční spotřebiče na plynná paliva, spotřebiče s nepřímým spalováním, plynová endotermická tepelná čerpadla a spotřebiče na praní a sušení na plynná paliva pro domácnost                  |
| CEN/TC 301       | Silniční vozidla |
| CEN/TC 302       | Mléko a mléčné výrobky ‒ Metody odběru vzorků a analýzy |
| CEN/TC 303       | Podlahové potěry a podlahy prováděné na stavbách |
| CEN/TC 305       | Prostředí s nebezpečím výbuchu. Prevence a ochrana proti výbuchu |
| CEN/TC 307       | Olejnatá semena, rostlinné a živočišné tuky a oleje a jejich vedlejší produkty. Metody odběru vzorků a analýzy                                                                              |
| CEN/TC 308       | Charakterizace a management kalů |
| CEN/TC 309       | Obuv |
| CEN/TC 310       | Pokrokové výrobní technologie |
| CEN/TC 312       | Tepelné solární soustavy a prvky |
| CEN/TC 313       | Centrifugy |
| CEN/TC 315       | Zařízení pro diváky |
| CEN/TC 317       | Deriváty z pyrolýzy uhlí |
| CEN/TC 318       | Hydrometrická měření |
| CEN/TC 319       | Údržba |
| CEN/TC 320       | Doprava ‒ Logistika a služby |
| CEN/TC 321       | Výbušniny pro civilní použití |
| CEN/TC 322       | Zařízení pro výrobu a tváření kovů. Požadavky bezpečnosti |
| CEN/TC 325       | Prevence kriminality prostřednictvím navrhování budov, objektů a území |
| CEN/TC 326       | Napájení vozidel na zemní plyn |
| CEN/TC 327       | Krmiva ‒ Metody odběru vzorků a analýzy |
| CEN/TC 329       | Služby cestovního ruchu |
| CEN/TC 331       | Poštovní služby |
| CEN/TC 332       | Laboratorní zařízení |
| CEN/TC 333       | Jízdní kola |
| CEN/TC 334       | Zavlažovací technika |
| CEN/TC 335       | Tuhá biopaliva |
| CEN/TC 336       | Asfaltová pojiva |
| CEN/TC 337       | Údržba a zařízení pro údržbu komunikací |
| CEN/TC 338       | Cereálie a cereální produkty |
| CEN/TC 339       | Odolnost proti skluznosti podlah ‒ Metoda hodnocení |
| CEN/TC 340       | Antiseizmické konstrukční úpravy |
| CEN/TC 341       | Geotechnický průzkum a zkoušení |
| CEN/TC 342       | Ocelové trubky a tvarovky pro ocelové trubky ‒ Pružné kovové hadice, montáž hadic, pružné vlnovcové a dilatační spoje                                                                       |
| CEN/TC 343       | Tuhé alternativní materiály včetně tuhých alternativních paliv |
| CEN/TC 344       | Ocelové statické skladovací systémy |
| CEN/TC 346       | Ochrana kulturního dědictví |
| CEN/TC 347       | Metody pro analýzu alergenů |
| CEN/TC 348       | Facility management |
| CEN/TC 349       | Těsnicí materiály pro stavební konstrukce |
| CEN/TC 350       | Udržitelnost staveb |
| CEN/TC 351       | Stavební materiály ‒ Hodnocení uvolňování nebezpečných látek |
| CEN/TC 352       | Nanotechnologie |
| CEN/TC 353       | Informační a komunikační technologie pro vzdělávání, výuku a školení |
| CEN/TC 354       | Bezkabinová terénní motorová vozidla pro transport osob a zboží ‒ požadavky na bezpečnost, vlastnosti a zkoušk                                                                              |
| CEN/TC 355       | Zapalovače |
| CEN/TC 357       | Projektová komise ‒ Napínané podhledy |
| CEN/TC 360       | Nátěrové systémy proti korozi pro chemická zařízení a provozy |
| CEN/TC 361       | Projektová komise ‒ Hydroizolační silnovrstvé polymerem modifikované asfaltové povlaky ‒ Definice/požadavky a zkušební metody                                                               |
| CEN/TC 362       | Zdravotnické služby ‒ Systém managementu kvality |
| CEN/TC 363       | Organické nečistoty v produktech z biomasy |
| CEN/TC 364       | Vysoké židle |
| CEN/TC 365       | Filtrování internetových zpráv |
| CEN/TC 366       | Materiály získané z pneumatik na konci životnosti (ELT) |
| CEN/TC 367       | Projektová komise ‒ Analyzátory dechu |
| CEN/TC 368       | Projektová komise ‒ Identifikace produktu |
| CEN/TC 369       | Svíčky ‒ Požární bezpečnost |
| CEN/TC 371       | Projektová skupina pro energetickou náročnost budov |
| CEN/TC 377       | Řízení letového provozu |
| CEN/TC 381       | Poradenské služby pro management |
| CEN/TC 383       | Kritéria udržitelnosti biomasy pro energetické využití |
| CEN/TC 386       | Fotokatalýza |
| CEN/TC 388       | Ochrana perimetru (vymezeného území) |
| CEN/TC 389       | Management inovací |
| CEN/TC 391       | Ochrana společnosti a obyvatel |
| CEN/TC 392       | Kosmetika |
| CEN/TC 393       | Zařízení pro skladovací nádrže a čerpací stanice |
| CEN/TC 396       | Zemní práce |
| CEN/TC 397       | Projektová komise ‒ Balicí lisy ‒ Bezpečnostní požadavky |
| CEN/TC 398       | Výrobky pro ochranu dětí |
| CEN/TC 399       | Aplikace plynových turbín ‒ Bezpečnost |
| CEN/TC 401       | Cigarety se sníženou schopností zapálit |
| CEN/TC 402       | Domácí bazény a lázně |
| CEN/TC 403       | Estetická chirurgie ‒ Služby |
| CEN/TC 406       | Projektová komise – Strojírenské výrobky – Metodika ekodesignu |
| CEN/TC 407       | Šroubové válcové pružiny vyráběné z drátů a tyčí kruhového průřezu ‒ Výpočet a konstrukce                                                                                                   |
| CEN/TC 408       | Zemní plyn a biomethan pro využití v dopravě a biomethan pro vstřikování do plynovodů na zemní plyn                                                                                         |
| CEN/TC 409       | Projektová komise ‒ Management a kvalita služeb poskytovaných v salonech krásy |
| CEN/TC 410       | Důvěra spotřebitelů a nomenklatura v průmyslu diamantů |
| CEN/TC 411       | Produkty z biologického materiálu |
| CEN/TC 413       | Projektová komise ‒ Zkušební metodika a požadavky pro izolované přepravní prostředky |
| CEN/TC 415       | Sledovatelnost a udržitelnost kakaa |
| CEN/TC 419       | Služby forenzních věd |
| CEN/TC 421       | Bezpečnost emisí hořlavých osvěžovačů vzduchu a podobných výrobků |
| CEN/TC 422       | Projektová komise ‒ Systémy větrání postranními clonami |
| CEN/TC 423       | Projektová komise ‒ Prostředky pro měření a/nebo zaznamenávání teploty v chladírenském řetězci                                                                                              |
| CEN/TC 426       | Zařízení k úpravě vody v domácnosti, která nejsou připojena na vodovod |
| CEN/TC 428       | ICT profesionalita a digitální pravomoci |
| CEN/TC 429       | Hygiena potravin ‒ Komerční myčky nádobí - Hygienické požadavky a zkoušení |
| CEN/TC 430       | Jaderná energie, jaderné technologie a radiační ochrana |
| CEN/TC 433       | Technologie pro pořádání společenských a kulturně-zábavních produkcí – Zařízení, technické aplikace a mechanizace používaná na jevištích a v dalších prostorách produkce zábavního průmyslu |
| CEN/TC 434       | Elektronická fakturace |
| CEN/TC 436       | Kvalita vzduchu v kabině dopravního letadla ‒ Chemické látky |
| CEN/TC 437       | Elektronické cigarety a náplně do elektronických cigaret |
| CEN/TC 438       | 3D tisk |
| CEN/TC 439       | Soukromé bezpečnostní služby |
| CEN/TC 440       | Elektronické veřejné zakázky |
| CEN/TC 441       | Označování paliv |
| CEN/TC 442       | Informační modelování staveb (BIM) |
| CEN/TC 443       | Peří a prachové peří |
| CEN/TC 444       | Environmentální charakterizace pevných matric |
| CEN/TC 445       | Výměna digitálních informací v pojišťovnictví |
| CEN/TC 447       | Horizontální normy pro poskytování služeb |
| CEN/TC 449       | Kvalita péče o seniory |
| CEN/TC 451       | Studny a výměníky tepla ve vrtech |
| CEN/TC 452       | Asistenční psi |
| CEN/TC 453       | Doplňky stravy a sportovní výživa bez dopingových látek |
| CEN/TC 454       | Řasy a produkty z řas |
| CEN/TC 455       | Biostimulanty rostlin |
| CEN/TC 456       | Online hazardní hry |
| CEN/TC 457       | Uchovávání digitálních filmů |
| CEN/TC 458       | Míchací a mísicí průmyslová zařízení |
| CEN/TC 459       | ECISS ‒ Evropský výbor pro normalizaci železa a oceli |
| CEN/TC 460       | Autenticita potravin |
| CEN/TC 462       | Regulované chemikálie v produktech |
| CEN/TC 463       | Mikrobiologie potravinového řetězce |
| CEN/TC 465       | Udržitelná a chytrá města a komunity |
| CEN/TC 466       | Cirkularita a recyklovatelnost lovných zařízení pro rybolov a vybavení pro akvakulturu |
| CEN/TC 467       | Změna klimatu |
| CEN/TC 468       | Uchovávání digitálních informací |
| CEN/TC 469       | Diagnostické analýzy zdraví zvířat |